# Hydraena freitagi
Hydraena freitagi är en skalbaggsart som beskrevs av Skale och Jäch in Jäch 2009. Hydraena freitagi ingår i släktet Hydraena och familjen vattenbrynsbaggar. Inga underarter finns listade i Catalogue of Life.